# Federazione calcistica della Nigeria
La Federazione calcistica della Nigeria (in inglese Nigeria Football Association, acronimo NFA) è l'ente che governa il calcio in Nigeria.
Fondata nel 1945, si affiliò alla FIFA e alla CAF nel 1959. Ha sede nella capitale Abuja e controlla il campionato nazionale, la coppa nazionale e la Nazionale del paese.